# Krybelli (herb szlachecki)

Krybelli (Cribelli, Crivelli) – herb szlachecki.

## Opis herbu
Tarcza dzielona w słup. W polu prawym złotym sześć kul. Górna błękitna z trzema srebrnymi liliami, pozostałe czerwone. Lewe pole trójdzielne w pas. W pierwszej części czerwonej orzeł srebrny, część środkowa czterodzielna, z nich I i IV srebrna, II i III purpurowa, przetak złoty pośrodku. W dolnej części zielonej pół konia srebrnego.

## Najwcześniejsze wzmianki
Indygenat z r. 1578 za króla Stefana Batorego.

## Herbowni
```
Krybelli
```